# 368704 Roelgathier
368704 Roelgathier este o planetă minoră (asteroid) din centura de asteroizi. A fost descoperită pe 21 septembrie 2005 la Uccle de Thierry Pauwels⁠(d). 
Obiectul prezintă o orbită caracterizată de o semiaxă mare de 2,5598318430322 UAi, o excentricitate de 0,18, o înclinație de 14,5 ° în raport cu ecliptica.